# Aeroportul Dori
Aeroportul Dori (IATA: DOR, ICAO: DFEE) este un aeroport din Burkina Faso ce deservește zona Dori, Burkina Faso.
Situat la o altitudine de 276 m, aeroportul dispune de o singură pistă.